# ニュルンベルク (軽巡洋艦・3代)
|           | |
| 艦歴      | |
| 発注:     | 1933年3月16日 |
| 起工:     | 1933年11月4日 |
| 進水:     | 1934年12月8日 |
| 就役:     | 1935年11月2日 |
| 退役:     | |
| その後:   | 1961年にスクラップとして廃棄 |
| 除籍:     | |
| 性能諸元  | |
| 排水量:   | 9,040 トン |
| 全長:     | 181.3 m |
| 全幅:     | 16.30 m |
| 吃水:     | 5.74 m |
| 機関:     | 海軍型重油専焼缶6基+海軍型ギヤード・タービン2基2軸 66,000 shp (45 MW) MAN・M7Z 32/44 7気筒2サイクル複動ディーゼルエンジン4基1軸計3軸推進 12,400 hp (9.3 MW)       |
| 最大速:   | 32ノット |
| 航続性能: | 10ノット/3,900海里、16.5ノット/2,800海里 (燃料:875～1,100トン、ディーゼル燃料：250トン)                                                                           |
| 兵員:     | 683 - 896名 |
| 兵装:     | 15cm(60口径)3連装砲3基9門 88mm(76口径)高角砲連装4基8門 C30 37mm機関砲連装4基8門 C30 20mm対空機銃単装8基8門 53.3cm(21インチ)水上魚雷発射管三連装4基12門、機雷120個 |
| 艦載機:   | アラド196 2～4機 |

ニュルンベルク (Nürnberg) はドイツ海軍の軽巡洋艦。ライプツィヒ級軽巡洋艦の2番艦。艦名はニュルンベルクに因む。

## 艦歴

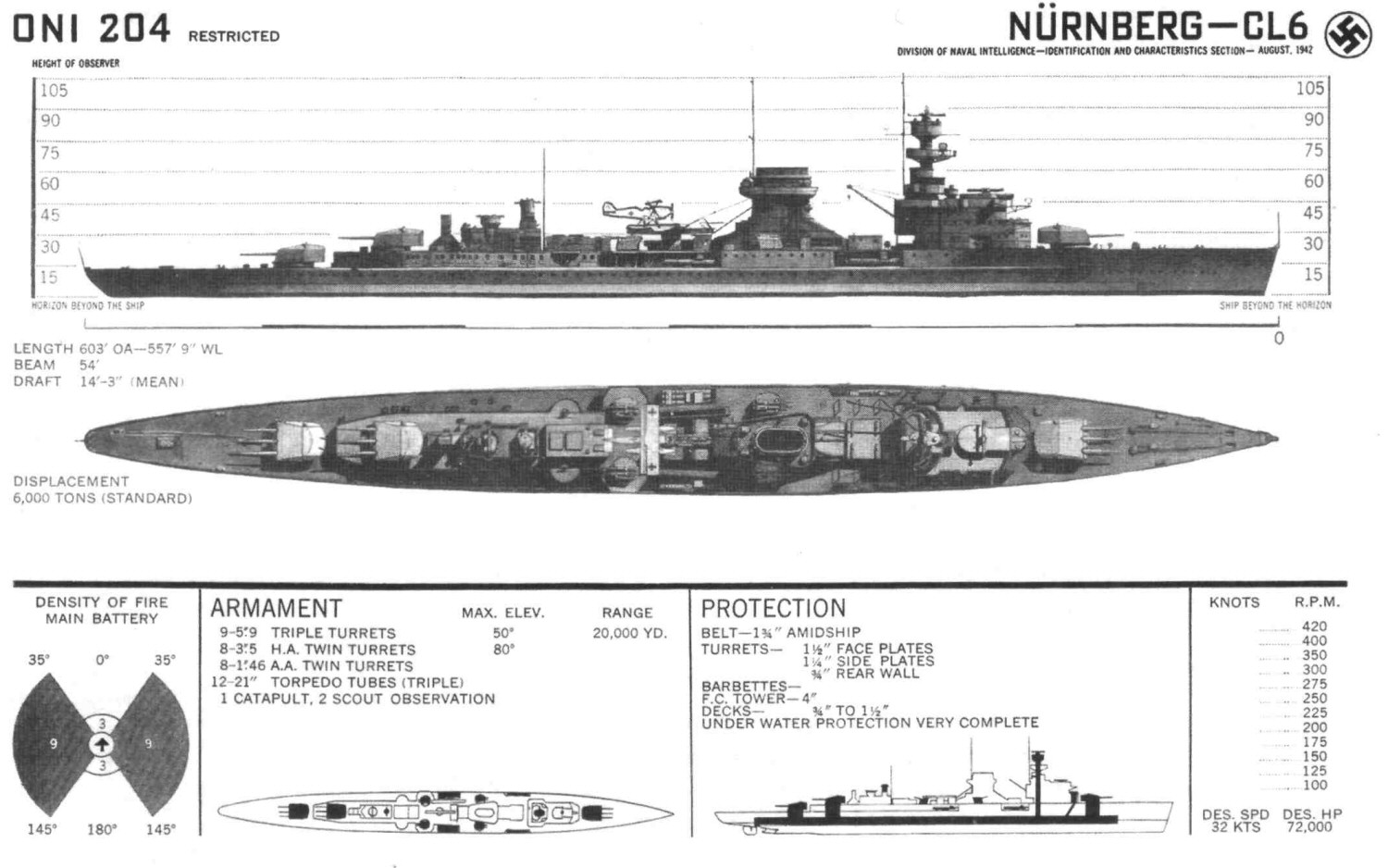
本艦の武装と装甲配置を示した図

1933年3月16日ドイチェ・ヴェルケ社に発注。同年11月4日起工。1934年12月8日進水。1935年11月2日就役。
第二次世界大戦開戦後、最初は北海での機雷敷設に従事した。

ドイツの駆逐艦はイギリス島東岸沖に機雷敷設を行っていて、その支援のために巡洋艦が投入された。12月12日、そのような支援作戦の一つで「ニュルンベルク」（ギュンター・リュッチェンス少将座乗）、「ケルン」、「ライプツィヒ」がSchillig Roadsから出撃した（Nanni-Sophie作戦）。12月13日、ドイツの巡洋艦はイギリス潜水艦「サーモン」に発見され攻撃を受けた。まず、11時25分に「ライプツィヒ」に魚雷が命中。続いて11時27分に「ニュルンベルク」にも魚雷が命中した。魚雷は艦首付近に命中し浸水したものの、浸水は魚雷の命中した区画に限られた。しかし、艦首の破損により出せる速度は18ノット程度となった。13時40分に駆逐艦「ヘルマン・キュンネ」、「リヒャルト・バイツェン」、「ブルーノ・ハイネマン」が合流し、それらに護衛されて3隻の巡洋艦は帰路についた。「ニュルンベルク」と「ライプツィヒ」の出せる速度の違いからリュッチェンスは別々に帰還することを決め、「ニュルンベルク」には「ヘルマン・キュンネ」が同行した。「ニュルンベルク」は翌日無事帰投した。
修理完了後、1940年6月にトロンヘイムへ移動。6月14日から、ニュルンベルクは駆逐艦エーリッヒ・シュタインブリンクと共に第3山岳師団を乗せた輸送船をトロンヘイムからElvegardsmoenまで護衛した。7月、損傷した巡洋戦艦グナイゼナウを駆逐艦や水雷艇と共にトロンヘイムからドイツまで護衛した。
1941年には練習艦とされる。9月、戦艦ティルピッツなどと共にバルト海に展開。1942年12月、ノルウェー北部へ進出。1943年5月ドイツに戻る。
1945年1月、機雷敷設および避難船の護衛に従事。燃料不足のため1月27日以降はコペンハーゲンに留まっていた。
戦後ソ連に引き渡され、アドミラル・マカロフと改名。この時に残された鐘が現在、ドイツのラーボエ海軍記念館に展示されている。

## 参考図書
- 「世界の艦船増刊　ドイツ巡洋艦史」(海人社)